# Petrana Iwanowa
Petrana Iwanowa (Ilijewa), ros. Петрана Иванова (Илиева) (ur. w 1905 r. w Kiustendile, zm. w 1987 r. w Sofii) – bułgarska komunistka, współpracowniczka sowieckiego wywiadu wojskowego
Pracowała w fabryce tytoniu. Wiosną 1927 r. wyjechała do Paryża, gdzie została zwerbowana przez Nikołę Popowa na rzecz Razwiedupra Armii Czerwonej. Do 1936 r. prowadziła nielegalną działalność wywiadowczą we Francji, po czym przybyła do Krakowa. Działała tam dla rezydentury Razwiedupra pod kryptonimem „Mont Blanc”. W 1938 r. powróciła do Francji. Od 1960 r. mieszkała w komunistycznej Bułgarii. Była odznaczona wysokimi odznaczeniami państwowymi.